# Трансчеловек
Трансчелове́к — «переходный человек», термин, которым обозначают себя трансгуманисты в качестве первого шага на пути преодоления человеческой природы и эволюции в постчеловека. Транс- в данном случае означает «выход за предел» по аналогии со словом трансформация. Предполагается, что благодаря имплантатам и новейшим технологиям трансчеловек будет иметь сверхразум или иные сверхспособности, будет размножаться бесполым путём и стараться выйти из своего только лишь биологического образа в образ цифровой.

## История понятия
Сущность понятия впервые была детально раскрыта футуристом FM-2030. Называя транслюдей «первым проявлением новых эволюционных существ», он указывает такие признаки трансчеловечности, как улучшение тела имплантатами, бесполость, искусственное размножение и распределённая индивидуальность. По первоначальному определению FM-2030 транслюди не обязательно должны быть наиболее ориентированными на будущее или самыми сведущими в технологии людьми и не обязательно должны осознавать свою «связующую роль в эволюции».
По мере того, как идеи FM-2030 распространялись, и всё большее число людей начинало считать себя трансгуманистами, понятие трансчеловека стало включать в себя аспекты самоидентификации и активной деятельности, как например в определении из «Словаря трансгуманистической терминологии»:

Трансчеловек — некто, активно готовящийся стать постчеловеком. Некто, достаточно информированный, чтобы увидеть в будущем радикально новые возможности, готовящийся к ним и использующий все существующие возможности для самоулучшения.
Оригинальный текст (англ.)Someone actively preparing for becoming posthuman. Someone who is informed enough to see radical future possibilities and plans ahead for them, and who takes every current option for self-enhancement.